# 新浪潮 (2025年电影)
《新浪潮》（法語：Nouvelle Vague）是2025年上映的法国黑白电影，由理查德·林克莱特执导，柔伊·德區、纪尧姆·马贝尔主演，重现1960年尚盧·高達导演处女作《斷了氣》的拍摄过程。电影入选第78屆坎城影展主竞赛单元，争夺金棕榈奖，2025年5月17日首映。

## 演员
- 纪尧姆·马贝尔（Guillaume Marbeck）饰 尚盧·高達[1]
- 柔伊·德區 饰 珍·茜宝[2]
- 奥布里·杜林（Aubry Dullin）饰 楊波·貝蒙[3]
- 布鲁诺·德雷弗斯特（Bruno Dreyfürst）饰 乔治·德博勒加尔（Georges de Beauregard），制片人
- 本雅明·克莱里（Benjamin Clery）饰 皮埃尔·里桑（Pierre Rissient）
- 马蒂厄·彭奇纳（Matthieu Penchinat）饰 拉乌尔·库塔尔（英语：Raoul Coutard）
- 保琳·贝尔（Pauline Belle）饰 苏颂·费伊（Suzon Faye）
- 布莱斯·佩特博恩（Blaise Pettebone）饰 马克·皮埃雷（Marc Pierret）
- 伯努瓦·布托尔（Benoît Bouthors）饰 克劳德·博索莱伊（Claude Beausoleil）
- 保罗·卢卡·诺埃（Paolo Luka Noé）饰 弗朗索瓦·莫雷伊（François Moreuil），茜宝的丈夫[4]
- 阿德里安·鲁雅（Adrien Rouyard）饰 法蘭索瓦·杜魯福
- 雅德·范-加（Jade Phan-Gia）饰 茜宝的化妆师[1]
- 朱迪·露丝·福里斯特（Jodie Ruth-Forest）饰 苏珊娜·希夫曼（英语：Suzanne Schiffman）[5]
- 安托万·贝松（Antoine Besson）饰 克勞德·夏布洛
- 罗克珊·里维埃（Roxane Rivière）饰 阿涅丝·瓦尔达
- 让-雅克·勒维西（Jean-Jacques Le Vessier）饰 让·谷克多
- 科梅·蒂兰（Côme Thieulin）饰 伊力·盧馬
- 洛朗·莫特（Laurent Mothe）饰 羅伯托·羅塞里尼
- 若纳斯·马米（Jonas Marmy）饰 賈克·希維特
- 尼科·拉威尔（Niko Ravel）饰 米歇尔·法布尔（Michel Fabre）

## 制片
2023年10月，理查德·林克莱特宣布制作一部关于法國新浪潮的电影，计划在法国拍摄。本片是林克莱特第一部全程以法语拍摄的电影，采用4:3画幅，以黑白呈现。
2024年3月4日，电影在巴黎正式开机，同年4月杀青。电影获得法国国家电影中心预付款项资助。

## 发行
电影入选第78屆坎城影展主竞赛单元，争夺金棕榈奖，2025年5月17日首映。